# Københavns Frihavn
Københavns Frihavn er en frihavn i den nordlige del af Københavns Havn. Havneanlægget blev konstrueret i tiden 1891-1894, indviet i 1894 og er siden udvidet og flyttet flere gange. Havnen, der var drevet på koncession fra Indenrigsministeriet som et privat aktieselskab, Kjøbenhavns Frihavns-Aktieselskab (KFA), med Isak Glückstadt i spidsen, havde sine egne forsyningsinstallationer, bl.a. Frihavnens Elektriske Centralstation, og en intern godsbane, Frihavnsjernbanen. Selve bassinerne og kajanlæggene blev dog udført af Københavns Havnevæsen. Københavns Havnevæsen overtog i 1951 alle aktier i KFA, og i 1979 blev Kjøbenhavns Frihavns-Aktieselskab omdannet til Københavns Frihavns- og Stevedoreselskab A/S.
Det oprindelige frihavnsanlæg, der i dag benævnes Søndre Frihavn, lå umiddelbart nord for Kastellet, men er gradvist afviklet og konverteret til en ny, åben bydel siden 1991. Frihavnen, der nu ligger i Nordhavnen, bliver betragtet som toldmæssigt udland og er demarkeret og adskilt fra resten af havnen ved et gitter.

## Historie
Frihavnen var et af datidens største anlægsarbejder, der blev igangsat af regeringen som modspil til Kielerkanalen (gravet 1887-1895) og frihavnen i Hamborg (åbnet 1888). Kielerkanalen skulle forbinde Hamborg med Østersøen og dermed gøre Hamborg til en alvorlig konkurrent til København i at facilitere Østersøens transithandel. Regeringen anså det for en konkurrencemæssig fordel for København med et toldfrit område, der samtidig havde moderne tekniske faciliteter. Beslutningen om at anlægge en frihavn blev efter mange års debatter i Rigsdagen taget i 1889, og i 1891 begyndte de store anlægsarbejder, hvor der første gang blev anvendt gravemaskiner i hovedstaden.
Københavns Frihavn er oprettet i henhold til lov af 31. marts 1891 og udgør en del af Københavns Havn. Frihavnen med tilhørende landarealer skal efter denne lov "m. h. t. Told- og Produktionsafgift betragtes som Udland". Loven bestemmer tillige, at de på frihavnsterritoriet fremstillede produkter ved indførslen til dansk toldområde skal være underkastede de ifølge den almindelige toldtarif gældende bestemmelser. Uden lovgivningsmagtens samtykke kunne der oprindeligt på frihavnsområdet ikke anlægges fabrikker til tilvirkning af kunstgødning og margarine, ejheller bogbinderier eller etablissementer til trykning af bøger, tidsskrifter, noder og deslige. Denne bestemmelse blev indsat i loven ikke alene af fiskale hensyn, men tillige for at værne tilsvarende virksomheder i toldindlandet mod en ubillig konkurrence på frihavnsterritoriet. Råstofferne til disse industriers produkter var nemlig, da frihavnsloven blev givet, gennemgående toldpligtige, men de færdige produkter toldfri. Afgiftsforholdene blev ganske vist ændret ved Toldloven af 1908, der eksempelvis hjemler indførselstold for bøger og tidsskrifter med dansk tekst, men forbuddene i Frihavnsloven af 1891 fortsatte også ind i 1900-tallet. Med samtykke af Ministeriet for offentlige Arbejder blev der dog drevet en række industrielle virksomheder i frihavnen, men der ville oprindeligt ikke kunne forventes samtykke til virksomheder, som af toldpligtige materialer ville fremstille varer, der enten var toldfri eller lavere toldbeskattede end de ved fremstillingen anvendte materialer. Senere toldbestemmelser og Danmarks indtræden i EU har naturligvis ændret disse forhold.
Frihavnen blev åbnet for trafikken 9. november 1894 og drevet på koncession af 27. april fra Indenrigsministeriet som et privat aktieselskab, Kjøbenhavns Frihavns-Aktieselskab (KFA), med Isak Glückstadt fra Den danske Landmandsbank i spidsen. Et reglement af 19. oktober 1894 blev udstedt af Ministeriet for offentlige Arbejder. Københavns Havnevæsen overtog i 1951 alle aktier i KFA, og i 1979 blev Kjøbenhavns Frihavns-Aktieselskab omdannet til Københavns Frihavns- og Stevedoreselskab A/S.
Reglerne for Toldvæsenets kontrol med trafikken fra eller til frihavnen, søværts eller landværts, forelå hovedsageligt i Generaldirektoratet for Skattevæsenets reglement af 16. oktober 1894, hvortil slutter sig senere specielle afgørelser. Af hensyn til denne kontrol blev frihavnen mod land- og søsiden indhegnet af et jerngitter, og vagtposter er etablerede ved de 7 landværts og 4 søværts adgange til frihavnen. 24. april 1915 blev der afsluttet en overenskomst mellem Københavns Havnebestyrelse og Frihavns-Aktieselskabet om en udvidelse af frihavnen mod nord, og Ministeriet for offentlige Arbejder fik ved lov af 10. maj 1915 bemyndigelse til at foretage de derved nødvendiggjorte ændringer i koncessionen af 1892. Som en følge af udvidelsen er den gamle Kalkbrænderihavn (nu benævnt Redhavnen), der tidligere grænsede til den nordlige del af frihavnen, nu liggende inde i frihavnsanlægget, dog bibeholdt som toldhavn.
De varer, der skulle indføres som toldberigtigede til toldindlandet, blev enten toldbehandlet i vejerboderne i frihavnens toldkammerbygning, ved de med toldopsyn besatte porte eller for finere toldpligtige varers vedkommende i det såkaldte manufakturhus, der blev opført af Frihavnsselskabet.
Efter frihavnens karakter af toldudland er toldvæsenets kontrol med skibsfarten på frihavnen fra og til udenrigs sted meget begrænset. Fartøjer, der afgår til indenrigsk sted, skal derimod stoppe op ved udpassagen af havnen, inkvireres, og adgangene til lastrummet så vidt muligt sættes under toldlukke.
Ved lov af 31. marts 1891 blev Københavns Havnevæsen bemyndiget til for egen regning nord for Kastelspynten at anlægge en frihavn med tilhørende landarealer til handels- og industrivirksomhed. Dens område skulle mht. told- og produktionsafgift betragtes som udland. Frihavnen udgør en del af Københavns Havn. Loven bestemte, at et aktieselskab med mindstekapital 4 mio. kr. skulle påtage sig havnens udstyr med pakhuse og andre bygninger, spor, losseindretninger m. m. imod at erholde koncession på driften i 80 år, dog med opsigelsesret for det offentlige efter 25 års forløb efter visse nærmere regler. Bolværkspengene i Frihavnen tilfalder selskabet. Ingen anden kunne få koncession på anlæg og drift af frihavne i Københavns Havn.
Loven fastsatte endvidere hovedpunkterne i koncessionen således: Nettoudbyttet fordeles ligeligt imellem havnevæsenet og selskabet, indtil dette har opnået 4 % af sin i anlægget anbragte aktiekapital. Det resterende deles i forholdet 4:1, indtil havnevæsenet har opnået 4 % af sin indskudte kapital; eventuelt yderligere overskud deles atter lige.
Frihavnens grunde er fritaget for kgl. afgifter og byrder. Pakhuse og andre bygninger er fritagne for kgl. skatter og afgifter samt for arealskat til Københavns Kommune. De til et dampfærgeanlæg nødvendige arealer forbeholdes og afgives imod erstatning til Statsbanerne. Havneafgiften ophæves og erstattes med en vareafgift kun for til landet indgående varer. Skibsafgiften bortfalder. Lov om oplagsbeviser skal udstedes.
Koncessionen uddybede lovens bestemmelser og giver nærmere regler for forholdet imellem havnevæsenet og selskabet, såvel under anlæg som for driften samt for forholdet til Statsbanerne, fordelingen af indtægter og udgifter, sammensætning af selskabets bestyrelse m.m. Lov om oplags- og garantibeviser af 30. marts 1894 gav adgang til under betryggende former at optage lån i eller at overdrage til andre de under selskabets varetægt lagrede varer med mere.
Ved tillæg til koncessionen af 22. marts 1916 blev Frihavnens arealer blevet forøget med ca. en tredjedel. Betingelserne for overdragelsen af disse arealer til KFA var noget ændrede fra de oprindelige. Endelig blev der i årenes løb med lovgivningsmagtens samtykke af selskabet stiftet en række obligationslån til at dække udgifterne ved den stadige forøgelse af pakhusplads og losseapparater med mere.
Frihavnen er i dag en del af Copenhagen Malmö Port.

## Arkitektur og projektering
Anlægget var projekteret af den visionære havnebygmester, senere havnedirektør H.C.V. Møller efter en idé af ingeniør Holger Hammerich, for hvem der er rejst en mindestøtte på Langelinie.
Bygningerne, omfattende pakhuse, vagthuse, Frihavnens elektriske Centralstation (elværk), kajdetaljer og gitteret omkring den oprindelige del af Københavns Frihavn, var tegnet af arkitekten Vilhelm Dahlerup, mens Toldkammerbygningen, Frihavnsselskabets hovedsæde, proviantboder samt funktionærboliger var opført efter tegninger af Erik Schiødte. Af Dahlerups værker bør fremhæves Centralstrationen (fredet), Silopakhuset på Midtermolet (nedrevet efter en brand 1968), der i en menneskealder var et vartegn i havnen, Skur I (nedrevet 1993) og Pakhus I, der noget misvisende kaldes Dahlerups Pakhus, begge på Østmolen. Hans vagthuse er alle revet ned. Schiødtes toldkammerbygning er blevet fredet.
Senere blev John Dich selskabets arkitekt og har tegnet posthus og mange mindre bygninger på området, mens ingeniør Christian Agerskov stod for pakhuse mm. Ved anlæggelsen af havnen blev københavnernes udflugtsmål Langelinie bevaret i form af en hævet promenade på Langeliniekajen. Mens det er Hammerichs fortjeneste, at Langeliniepromenaden blev etableret, var Ferdinand Meldahl ansvarlig for, at Frihavnsjernbanen blev ført så skånsomt som muligt gennem Kastellet.
Også Frederik L. Levy har sat sit præg på området med kedelhus og skorsten på elværket (1899, fredet), Pakhus A (1899, nedrevet 1965) og Pakhus B (1903, fredet) samt Manufakturhuset (1899).
Fra Frihavnsstationen var der i perioden 1894-1974 færgeforbindelse til Malmø. Frihavnen blev senere det ene knudepunkt for godstransportruten DanLink mellem København-Helsingborg, der blev åbnet den 3. november 1986 og nedlagt igen den 30. juni 2000. Selve stationsbygningen var tegnet af DSB-arkitekten Heinrich Wenck i 1895 og 1900. Den blev restaureret i 1986, men pillet ned i 2002 og genopstillet tre år senere på Amerika Plads.
Havneanlægget var oprindeligt forbundet med henholdsvis Toldboden, DSBs rangerarealer nord for Østerport Station og Langeliniepromenaden i en kompleks infrastruktur, men efter Kastellets etapevise rekonstruktion 1988-2000 og nedlæggelsen af gods- og færgeforbindelsen i Frihavnen er disse sammenhænge ikke længere aflæselige.
Parken, der forbandt Toldboden, Frihavnen og Kastellet blev udformet af gartner H.A. Flindt. Meget af den er dog siden forsvundet i forbindelse med ændringen af Kastellet.
Efter at Søndre Frihavn, dvs. det oprindelige frihavnsareal, var taget ud af brug i 1985, fremkom det i forbindelse med en konkurrence om Københavns Havns fremtidige anvendelse (1984) flere arkitektforslag. Blandt disse var der et forslag fra Jørn Utzon om et højhus og andre bygninger på Østmolen.

## Infrastruktur og nøgletal omkring 1920
Anlæggelsen af Frihavnen tog sin begyndelse umiddelbart efter lovens udstedelse 1891 og fuldendtes i løbet af godt 3 år, så at den kunne åbnes for drift 9. november 1894. Frihavnen blev allerede udvidet mod nord i 1915-1919 (1. etape indviet 26. juli 1916), og denne udvidelse indbefattede byggeriet af det nye frihavnsbassin, der blev opkaldt efter Kronløbet, havnens indsejlingsløb, og blev dermed kaldt Kronløbsbassinet. Bassinet havde en dybde på 9.5 meter. Denne udvidelse af havnen lukkede for Kalkbrænderihavnen, og derfor blev det nødvendigt at grave et nyt udløb til denne havn. Den næste nordlige udvidelse skete i 1919-1931, hvor bassinet kaldet 10-meterløbet blev udgravet. Dette bassin kunne rumme de største skibe og er efterfølgende blevet døbt Orientbassinet. I 1985 blev Søndre Frihavn – den oprindelige del af Frihavnen – lukket og samme skæbne overgik Frihavnsjernbanen. Toldgitteret blev derfor flyttet mod nord og blev siden flyttet endnu længere mod nord.
Efter denne udvidelse omfattede Frihavnen i alt 82,5 hektar, hvoraf 49,1 hektar landareal og 33,4 hektar vandareal med en samlet kajlængde af ca. 4770 meter med vanddybder fra 7,5 m til 9,5 m. De forskellige bassiner begyndende sydfra er: Østbassinet med 9,1 m, Vestbassinet med 8,2 m, Mellembassinet og Nordre Redhavn med 7,5 m og Kroneløbsbassinet med 9,5 m vanddybde. Øst-, Vest- og Mellembassinet forenes ved et samlet svajebassin med 9,1 m vanddybde.
Østbassinet er adskilt fra Inderreden ved Østmolen; denne er i hele sin længde delt ved en løftet promenade, en fortsættelse af Langeliniepromenaden. Promenadens vestside danner Frihavnens begrænsning, således at såvel promenaden som molens østre kaj side ligger i indlandet, idet dog en lang bygning, Langelinieskuret, beliggende under promenaden, tilhører Frihavnen. Østbassinet begrænses endvidere af Sydkajen og Midtermolen, Vestbassinet af Midtermolen, Syd- og Vestkajen. Vest for denne adskilt derfra ved en række pakhuse og en gade ligger dampfærgeterrænet med to færgelejer for enden af Vestkajen. Mellembassinet omgives af Bane-, Mellem- og Kulkaj, Nordre Redhavn af Tømmer-, Nord- og Sandkaj og Kroneløbsbassinet af Fort-, Stub- og Sundkaj. Sydbassinet står ved søndre ende ved hjælp af en 9,4 m bred pramkanal, om natten spærret med toldgitter, i forbindelse med Inderreden. Over pramkanalen fører 5 broer med køreveje og jernbanespor.
Indsejlingen fra Sundet til Frihavnen er fælles med den øvrige havn igennem Kroneløbet, den beskyttes af 2 fritliggende bølgebrydere; såvel disse som de forskellige adgange til bassinerne og dampfærgelejerne er forsynede med indsejlingsfyr.
Søndre Frihavn var ved et 2,8 m højt, for en stor del dobbelt, gitter afgrænset fra toldindlandet. Hovedadgangene til Frihavnen fandtes dels ved Nordre Toldbod, hvorfra en indgitret vej igennem Kastellet blev ført, dels ved Folke Bernadottes Allé (opr. Søndre Frihavnsvej) og Nordre Frihavnsgade samt Århusgade. Ved nordre ende af Østmolen fandtes en adgang for fodgængere, og endelig fandtes flere steder udkørsler for banevogne. Alle disse steder var der ligesom ved indsejlingen til bassinerne etableret toldvagter, hvoraf der i alt fandtes 10.
Ved Folke Bernadottes Allé lå Toldkammerbygningen, der stadig findes og nu er fredet. Klarering til indlandet fandt endvidere sted i Manufakturhuset og i begrænset målestok i en særlig klareringsbygning ved Århusgade.
Frihavnen blev bygget efter Københavns Havnevæsens planer og under dets ledelse. Første udbygning blev udført under tørlægning, idet terrænet omgaves af fangedæmninger, Nordre Redhavn var en ældre del af havnen, som inddroges i frihavnen. Kajerne her var udført som almindelige tømmerbolværker, i den øvrige del består den største del af kajerne af granitmur på højt pæleværk, kun Østkajen er opført på fast betonfundament fra bunden. I den senere udvidelse er anvendt store jernbetonsænkekasser, som, byggede andet steds, svømmende er bragt på plads og sænkede, hvorefter granitoverbygningen er fuldendt.

### Bygninger
Frihavnens pakhuse og skure dækkede ved udgangen af 1917 et samlet grundareal af godt 12 hektar. Private firmaer havde af KFA lejet godt 7 hektar grundareal, væsentlig til bebyggelse, og desuden ca. 2 hektar lokaler i KFA's bygninger.
Af mere fremtrædende pakhuse skal nævnes silopakhuset på Midtermolen, rummende ca. 11000 tons, med 2 skibselevatorer på respektive 120 og 150 tons losseevne i timen og et pneumatisk losseanlæg. Dette pakhus, tegnet af Dahlerup, brændte i 1968 og blev revet ned. Der var et automatisk tidssignal på pakhuset i form af en kugle, der faldt ned på bestemte klokkeslæt. Det stadig eksisterende og fredede silopakhus, »Pakhus B« (1903), på Vestkajen, tegnet af Frederik L. Levy, ligeledes rummende ca. 11000 tons med en 200 tons skibselevator. Manufakturhuset på Vestkajen, også tegnet af Levy og fredet, hvis 5 øvre etager alle er lejede ud, og den tilsvarende bygning, »Pakhus C«, ligeledes på Vestkajen (også af Levy, med nedrevet). Til de fleretages pakhuse blev der efter 1900 i stigende grad anvendt jernbetonkonstruktioner. Til vareskurene, der var af mere interimistisk natur, fortrinsvis lette trækonstruktioner.
I Frihavnens hovedbygning, tæt ved indkørslen fra Søndre Frihavnsgade, fandtes direktion, ingeniørkontor, regnskabskontorer, banekontor og vejerkontor m.m., tillige havde Landmandsbanken en afdeling her. Tæt ved lå Post- og Telegrafvæsenets særlige bygning, endvidere »Boderne« med forretninger til skibes forsyning samt »Vagtbygningen«, hvori politistation og opholdsrum for arbejdere og bade, samt en række mindre bygninger til forskellig brug spredt over hele terrænet. Alle disse huse findes stadig.

### Virksomheder
Fabriksvirksomhed kunne etableres i Frihavnen, — visse virksomheder dog som nævnt oprindeligt kun med lovgivningsmagtens samtykke (kunstgødning, margarine, bogbinderier, bogtrykkerier og deslige).
Mange kendte virksomheder slog sig ned i frihavnen. Eksempler er Østasiatisk Kompagni, Nordisk Fjerfabrik, Den Ankerske Marmorforretning, Nordisk Kaffe-Kompagni, Skandinavisk Kaffe- & Kakao Kompagni, Nordisk Film, DFDS, F.L. Smidth, Gulf Oil, Oversøisk Co.'s lagerbygninger, Det Danske Kulkompagnis store anlæg, A.G. Bierings korntørringsanlæg, Det Danske Petroleums Aktieselskabs tankanlæg til brændselsolie, A/S Nielsen & Winthers maskinfabrik, Aalborg Portland og Bohnstedt-Petersen A/S med bilimport og maskinfabrikken Asra. Den mest kendte virksomhed i området er nok Riffelsyndikatet (DISA), der to gange blev saboteret (se nedenfor).
Af mellemstore virksomheder kan nævnes Frihavnens Kaffe-Kompagni A/S, Frihavnens Skibsprovianteringsforretning og Frihavnens Maskinfabrik Hill-Madsen, der lå på Gittervej.
Og virksomheder som i dag er ukendte, f.eks. American Shoe Co fra Boston, Massachusetts.
Frihavnen havde 3 restauranter med marketenderier ved indkørslerne fra Folke Bernadottes Allé (en stadig eksisterende, men ombygget bygning tegnet af Thorvald Bindesbøll), Nordre Frihavnsgade og Århusgade (begge nedrevet, den ene havde en statue af Atlas med jordkloden på taget og Carlsbergs svastika-logo).

### Under Besættelsen
Riffelsyndikatet blev den 10. maj 1943 og igen 22. juni 1944 saboteret af modstandsgruppen BOPA. 21. december 1944 blev Bohnstedt-Petersen A/S's fabrik i Sundkrogsgade saboteret: "I Morges ved 7,45-Tiden skaffede en Snes revolverbevæbnede Mænd sig Adgang til Maskinfabrikken "Asra", som drives af Hr. Bohnstedt-Petersens Medarbejder, Driftsleder Erling. Vagterne blev holdt op, og Arbejderne her og i nogle nærliggende Virksomheder sendt bort. To Bomber anbragtes i Maskinfabrikken, hvis Værkstedshal blev ganske ødelagt."
Frihavnen blev dernæst ramt af en stor sabotage ved ottetiden om aftenen den 15. februar 1945, hvor 40-50 meter af Østkajen blev sprængt bort, og to kraner styrtede i vandet. Skaden var så omfattende, at kajen ikke kunne bruges længe efter.
Natten mellem den 24. og 25. april 1945 udførte dykkeren Henry Chirholm et dristigt sabotageforsøg med den tyske krydser Nürnberg, som lå til kajs i Nordbassinet. Han dykkede ned og anbragte en bombe (sprængblyant) under krigsskibet, men bomben gik ikke af. Et nyt forsøg blev planlagt, men kom aldrig til udførelse, da befrielsen 5. maj gjorde det uaktuelt. På befrielsesdagen kom det kortvarigt til kampe mellem Nürnberg og modstandsgrupper, idet Nürnbergs kaptajn nægtede at overgive sig til andre end englænderne.

### Jernbane og tekniske installationer
Frihavnen havde sit eget godt 20 km lange spornet og foretog selv med egne lokomotiver alle rangeringer på terrænet. Det årlige antal ekspederede banevogne var svingende, men kom op imod 50.000. Gadenettets længde i 1920 androg godt 13 km.
Frihavnens forskellige mekaniske losseapparater blev oprindeligt drevet udelukkende ved elektricitet fra egen centralstation, der tillige forsynede hele anlægget med lyselektricitet. Fra 1918 blev den nordligste del af Frihavnen forsynet med elektricitet i form af vekselstrøm fra Københavns Kommune. I 1939 overtog Københavns Belysningsvæsen helt strømforsyningen til området.
Frihavnens elektriske Centralstation blev opført 1894 og ydede 400 hk og havde et mindre akkumulatorbatteri. I 1918 havde stationen 1.750 hk, væsentlig dieselmotorer, samt 2 akkumulatorbatterier. Elektricitetsproduktionen androg omkring 1920 ca. 1,2 GW.
1894 fandtes 7 elektriske kajkraner, i 1918 40 stykker, væsentlig 2½ tons kraner, foruden nogle dampkraner. I pakhusene arbejdede talrige elektriske elevatorer og vinder m.m., ligesom silopakhusenes og skibselevatorernes betydelige maskinerier alt sammen blev drevet af elektriske motorer. I det hele var til centralstationen sluttet 350 motorer med tilsammen ca. 4000 hk og ca. 8000 glødelamper og 350 buelamper samt en del varmeovne m.m.
Trafikken var med mindre afvigelser jævnt voksende. I året 1915 besejledes Frihavnen af 1.492 dampskibe, samt 4.098 sejlskibe og pramme med en samlet drægtighed af 1.548.284 registertons. Indførslen fra udlandet til Frihavnen var varierende indtil 1,25 mio. tons om året.

## Ledelse
(listen er ikke komplet)
- 1894-1916: Evald Thielsen
- 1916-1932: J. F. Bergsøe
- H. Fugl Meyer
- 1932-1952: Oscar Thielsen
- 1953-1967: Axel Bronø
- Mølgård
- L. G. Christensen
- C.C. Skat Larsen

De sidste i Københavns Frihavns og Stevedore selskabs tid